# Desessarts (Schauspieler)

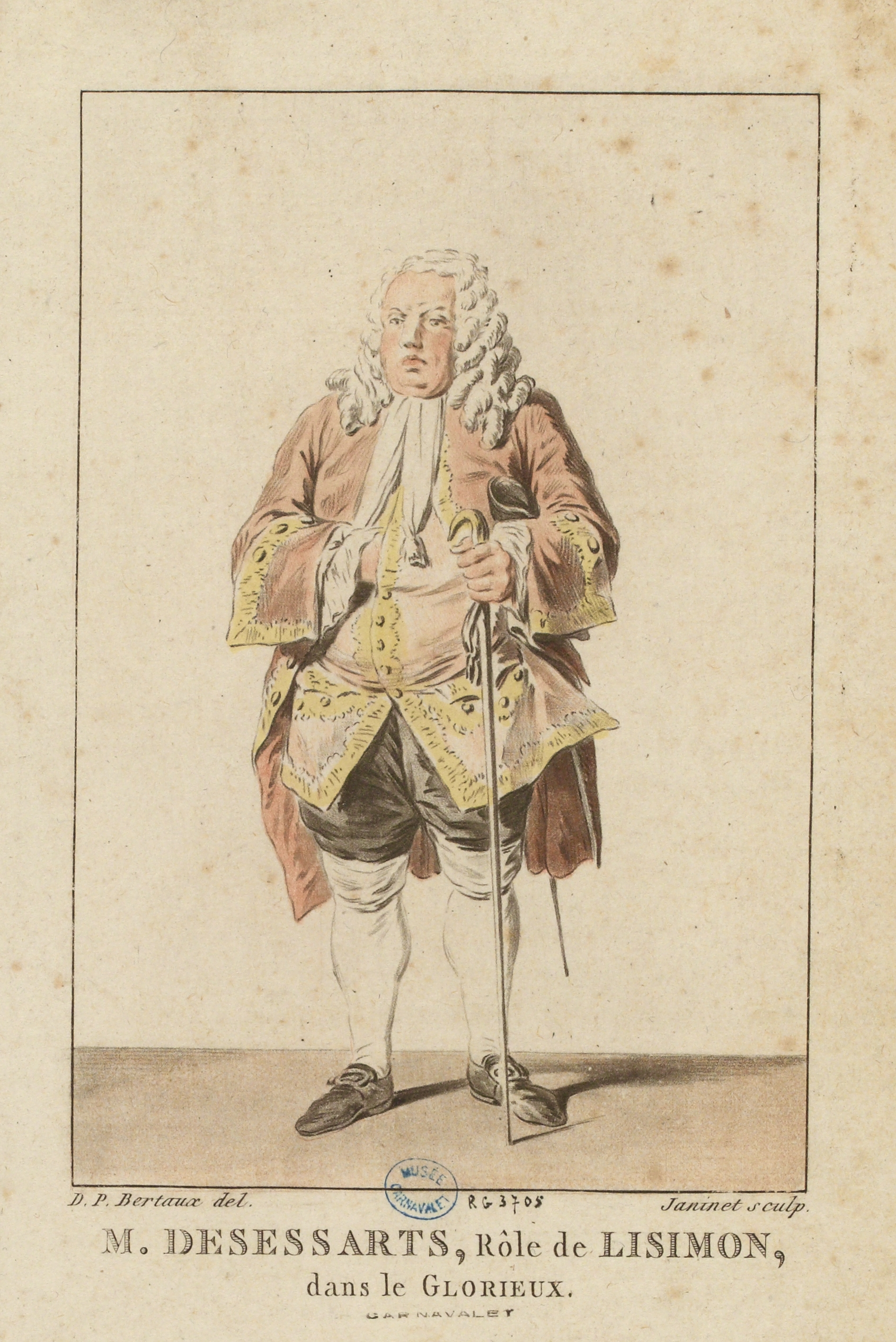
Desessarts in der Rolle des Lisimon, in Le Glorieux von Philippe Néricault Destouches

Desessarts, manchmal auch Des Essarts, bürgerlich Denis Déchanet (* 23. November 1737 in Langres; † 8. Oktober 1793 in Barèges), war ein französischer Schauspieler.
Geboren als Sohn eines Kirchenmusikers, der an der Kathedrale von Langres beschäftigt war, trat er zunächst eine Stelle als Staatsanwalt an. Auf einer Vertretungsstelle besuchte er die Comédie-Française, beschloss sofort, selbst Schauspieler zu werden, und gründete dafür eine Schauspieltruppe, die er nach sich Essarts benannte. Bei einem Auftritt in Marseille wurde er von Bellecour entdeckt, der einen Nachfolger für den Schauspieler Bonneval finden sollte. Sein Debüt an der Comédie hatte Desessarts im Jahr 1772 als Lisimon in dem Stück Le Glorieux von Philippe Néricault Destouches. Die Kritiken waren wohlwollend, wie auch die von Friedrich Melchior Grimm in seiner Correspondance littéraire, philosophique et critique.
Als Schauspieler konnte Desessarts, trotz seines starken Übergewichts, glänzen. Jedoch trug ihm seine Leibesfülle allerhand Spott und Häme ein. Sein Kollege Dugazon trieb es so weit, dass es zur Forderung eines Duells kam. Am Austragungsplatz erschien dann Dugazon und sprach so beschwichtigend auf Desessarts ein, dass es zu keiner Auseinandersetzung kam.
Nach dreijähriger Krankheit begab sich Desessarts 1793 zur Kur nach Barèges. Dort erfuhr er auch von der im Zuge der Revolution erfolgten Inhaftierung seiner Kollegen der Comédie, was ihn zutiefst schockierte, woraufhin er einen Schlaganfall erlitt und dort im Alter von 56 Jahren daran verstarb.